# Melita Abraham

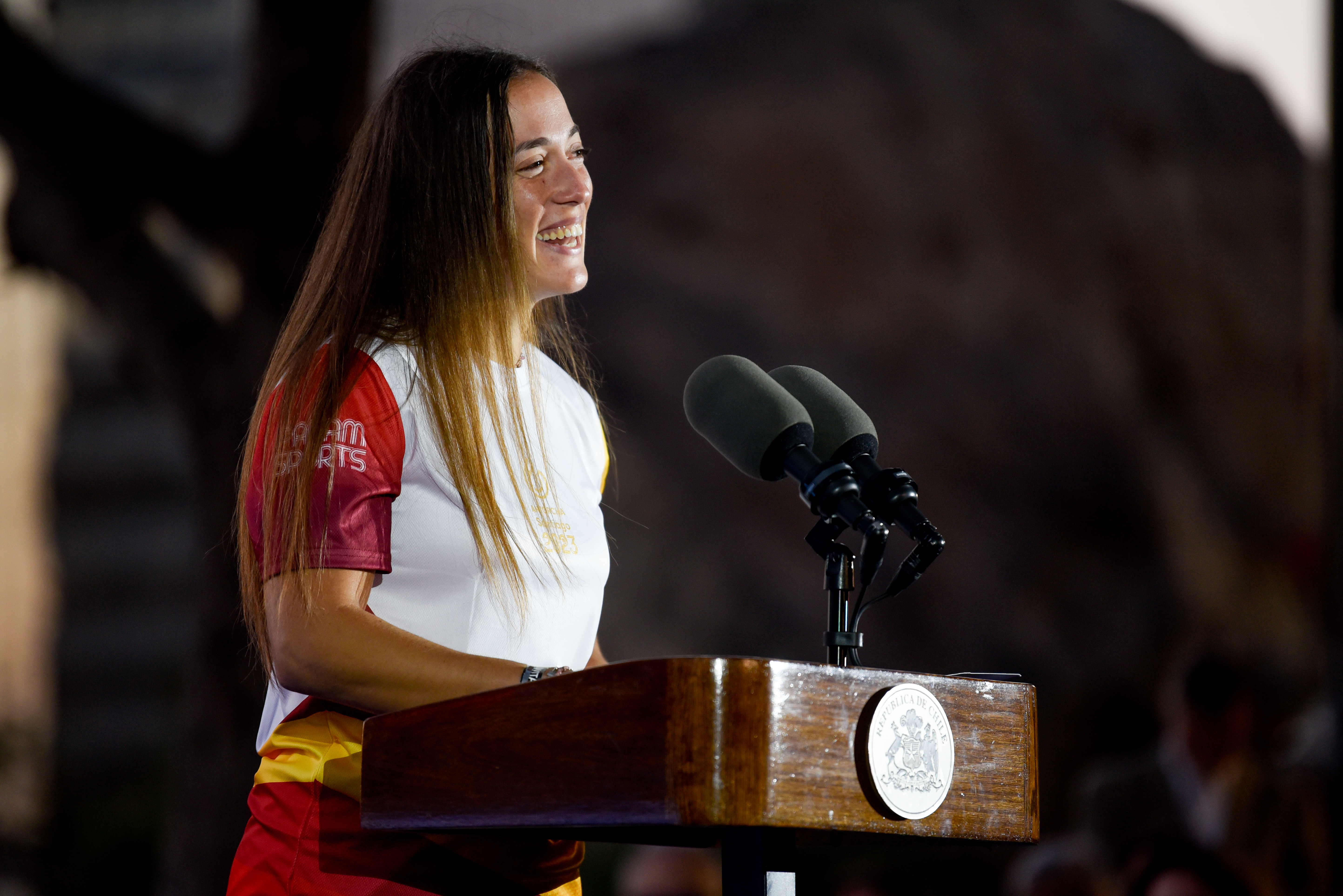
Melita Abraham (2023)

Melita Isidora Abraham Schüssler (* 7. Juli 1997 in San Pedro de la Paz) ist eine chilenische Ruderin. Sie nahm für Chile 2016 gemeinsam mit Josefa Vila im Leichtgewichts-Doppelzweier an den Olympischen Spielen teil. Acht Jahre später startete sie mit ihrer Schwester Antonia Abraham im Zweier ohne Steuerfrau.

## Karriere
Im Jahr 2014 nahm Melita Abraham erstmals an den Junioren-Weltmeisterschaften im Rudern teil, die am Wassersportzentrum Hamburg-Allermöhe ausgetragen wurden. Gemeinsam mit ihrer Schwester Antonia Abraham nahm sie im Zweier ohne Steuerfrau teil. Die beiden erreichten das A-Finale, und dort belegten sie mit einer Zeit von 8:41,510 Minuten den fünften Platz. Mit dieser Leistung qualifizierten sich die beiden für die Olympischen Jugend-Sommerspiele 2014 im chinesischen Nanjing. Im Vergleich zu den Junioren-Weltmeisterschaften wurde bei den Jugendspielen nur eine Strecke von 1000 Metern befahren. Im A-Finale belegten die Schwestern mit einer Zeit von 3:39,89 Minuten den fünften Platz.
Am 8. Mai 2015 nahmen die beiden an der International Bled Regatta teil und erreichten dabei nur das B-Finale. Im B-Finale belegten sie den dritten Platz. In den beiden darauffolgenden Tagen fand in Brest der World Rowing Cup I teil, an welchem Melita Abraham und ihre Schwester teilnahmen. Man erreichte das B-Finale und konnte dort nur den sechsten und letzten Platz belegen. Am Ende der Saison nahm man an den Junioren-Weltmeisterschaften, die in Rio de Janeiro ausgetragen wurden, teil. Dort erreichte das Duo das A-Finale, musste sich dort in 7:41,640 Minuten nur dem russischen Duo geschlagen geben und gewann damit die Silbermedaille.
Im Olympiajahr wurde das Duo aus den beiden Schwestern auseinandergerissen. Während Antonia verschiedene Bootsklassen ausprobierte, wurde Melita Abraham Partnerin von Josefa Vila im Leichtgewichts-Doppelzweier. Beim World Rowing Cup I nahm das Duo erstmals gemeinsam an diesem Wettbewerb teil. Für sie reichte es nur zum C-Finale, und dort belegten sie den dritten Platz. Genau die gleiche Platzierung belegten sie auch beim World Rowing Cup II, welcher in Luzern ausgetragen wurde. Trotz dieser Leistungen wurden sie vom Comité Olímpico de Chile für die Olympischen Spiele 2016 in Rio de Janeiro nominiert. Auf der Lagoa Rodrigo de Freitas erreichte das junge Duo auch nur das C-Finale und belegte in diesem mit einer Zeit von 7:46,990 Minuten den fünften Platz. Insgesamt belegten sie den 17. Platz.
Das Duo wurde nach den Olympischen Spielen wieder aufgelöst. Während Josefa Vila dem Leichtgewichts-Doppelzweier erhalten blieb, durfte Melita wieder mit ihrer Schwester Antonia Abraham an den Start gehen. Die beiden gingen bereits wieder bei den U23-Weltmeisterschaften im Rudern des Jahres 2016 an den Start. In Rotterdam erreichten die Geschwister nur das B-Finale, welches sie aber gewinnen konnten. Bevor sie erneut bei den U23-Weltmeisterschaften an den Start gingen, nahmen sie am World Rowing Cup II teil, der zwischen dem 16. und 18. Juni 2017 in Posen stattfand. Dabei erreichten sie das A-Finale und verpassten in einer Zeit von 7:05,440 Minuten mit dem vierten Platz knapp das Podest. Bei der im bulgarischen Plowdiw stattfindenden U23-Weltmeisterschaft 2017 erreichten sie das A-Finale und holten sich in einer Zeit von 7:15,660 Minuten den Weltmeistertitel vor dem australischen und US-amerikanischen Duo.
Im Jahr 2018 starteten die beiden Schwestern erneut bei den U23-Weltmeisterschaften, die in diesem Jahr im polnischen Posen ausgetragen wurden. Nachdem sie im vorherigen Jahr den Titel gewinnen konnten, erreichten sie das A-Finale und verpassten dort in einer Zeit von 7:34,140 Minuten die Titelverteidigung. In dieser Zeit sicherten sie sich aber hinter dem amerikanischen und britischen Duo die Bronzemedaille. Nach den U23-Meisterschaften nahmen sie auch an den Ruder-Weltmeisterschaften 2018 auf dem Ruderkanal Plowdiw teil. Dort starteten sie aber nicht im Zweier ohne Steuerfrau, sondern im Doppelzweier. Sie erreichten bei den Weltmeisterschaften das C-Finale und belegten in diesem den zweiten Platz. Somit belegten sie insgesamt den 14. Platz.
Bei den Panamerikanischen Spielen 2019 in Lima gewann sie mit ihrer Schwester Antonia im Zweier ohne Steuerfrau ebenso die Goldmedaille wie auch im Doppelvierer. 2023 bei den Weltmeisterschaften in Belgrad wurden Melita und Antonio Abraham Fünfte im Zweier ohne Steuerfrau und qualifizierten sich damit für die Olympischen Spiele 2024. Im Oktober 2023 bei den Panamerikanischen Spiele in Santiago traten die Abraham-Schwestern mehrfach an und gewannen auch mehrere Medaillen. Sie erruderten Gold im Vierer ohne Steuerfrau, Silber im Doppelzweier, im Doppelvierer und im Mixed-Achter sowie Bronze im Frauen-Achter. Im Zweier ohne Steuerfrau waren die Abraham-Schwestern bei den Panamerikanischen Spielen nicht angetreten. Bei den Olympischen Spielen in Paris waren sie im Zweier am Start und wurden als Dritte des B-Finales Neunte der Gesamtwertung.

## Familie
Melita ist ein Vierling der Familie Abraham. Bei den anderen Vierlingen handelt es sich um Antonia Abraham, Alfredo Abraham und Ignacio Abraham, die auch chilenische Ruderer sind. Alle Vierlinge erruderten bei den Panamerikanischen Spielen 2023 mindestens eine Goldmedaille, im Mixed-Achter erkämpften sie gemeinsam Silber.